# カイザー (戦艦)
| 1913年に撮影されたカイザー |                                                                  |
| 艦歴                       |                                                                  |
| 発注                       |                                                                  |
| 起工                       | 1909年12月                                                       |
| 進水                       | 1911年3月22日                                                    |
| 就役                       | 1912年8月1日                                                     |
| 退役                       |                                                                  |
| その後                     | 1919年6月21日に自沈                                              |
| 除籍                       |                                                                  |
| 性能諸元                   |                                                                  |
| 排水量                     | 24,724トン（設計値） / 27,000トン（満載）                        |
| 全長                       | 172.4 m (568.92 ft)                                              |
| 全幅                       | 29.0 m (95.7 ft)                                                 |
| 吃水                       | 9.1 m (30 ft)                                                    |
| 機関                       | パーソンズ式タービン、31,000 shp                                 |
| 最大速                     | 23.6ノット (43.7 km/h)                                           |
| 乗員                       | 士官41名、兵員1,043名                                            |
| 兵装                       | 12インチ砲10門 5.9インチ砲14門 3.5インチ砲12門 50cm魚雷発射管5門 |

カイザー (ドイツ語:SMS Kaiser) はドイツ帝国海軍の戦艦。カイザー級。

## 艦歴
1909年12月起工。1911年3月22日進水。1912年8月1日就役。
「カイザー」は、ユトランド沖海戦、1917年9月から10月のバルト海でのアルビオン作戦および1917年11月の第2次ヘリゴラント・バイト海戦に参加した。
第一次世界大戦後、オークニー諸島のスカパ・フローに他の多くのドイツ海軍艦艇と共に抑留された。そして、1919年6月21日に自沈した。その後引き揚げられ、1929年から1937年にかけてロサイスで解体された。